# 晏妮
晏 妮（アン ニ、YAN Ni,1953年-）は、中国北京市出身の映画学者、映画評論家。専門は日中比較映画史、映像学、表象文化論。かつて一橋大学大学院社会学研究科客員教授や日本映画大学特任教授を務めた。
清華大学外国語学部を卒業し中国電影家協会に入った。清水晶の知遇を得て川喜多記念映画財団の招きで来日し、映画評論活動を行う。早稲田大学大学院文学研究科で修士学位取得後、2007年一橋大学大学院社会学研究科博士後期課程を修了し、論文「戦時下の日中映画交渉―その史的展開をめぐって」で、一橋大学博士（社会学）学位を取得。
一橋大学大学院社会学研究科の特任講師や、日本映画大学特任教授、川喜多記念映画文化財団客員研究員、明治学院大学言語文化研究所研究員、華東師範大学比較人文研究所研究員、早稲田大学、慶應義塾大学、東京工業大学、法政大学、明治学院大学の非常勤講師を歴任。
『戦時日中映画交渉史』で芸術選奨文部科学大臣賞受賞。

## 著書・編書
- 『男たちの絆、アジア映画　ホモソーシャルな欲望』(共著、平凡社、2004)
- 『映画と「大東亜共栄圏」』(共著、森話社、2004)
- 『映画と身体/性』(共著、森話社、2006)
- 『女優　山口百恵』(共著、ワイズ出版、2006)
- 『戦時日中映画交渉史』(単著、岩波書店、2010)
- 『ポスト満洲　映画論　日中映画往還』(共編、人文書院、2010)
- 『映画は文学をあきらめない』(共著、水曜社、2017)